# كونستانتين نيستور
كونستانتين نيستور (بالرومانية: Constantin Nistor)‏ هو لاعب كرة قدم روماني في مركز الهجوم، ولد في 9 نوفمبر 1991 في بوخارست في رومانيا. شارك مع منتخب رومانيا تحت 21 سنة لكرة القدم. أما مع النوادي، فقد لعب مع ستيودينتيسك بوخارست.

## وصلات خارجية
- كونستانتين نيستور على موقع قاعدة بيانات كرة القدم.إي يو (الإنجليزية)
- كونستانتين نيستور على موقع Soccerway.com (الإنجليزية)